# 874
| 874                |
| ------------------ |
| Dødsfald - Fødsler |
|                    |

| Gregoriansk kalender | 874 DCCCLXXIV           |
| Ab urbe condita      | 1627                    |
| Armensk kalender     | 323 ԹՎ ՅԻԳ              |
| Kinesiske kalender   | 3570 – 3571 癸巳 – 甲午 |
| Etiopisk kalender    | 866 – 867               |
| Jødisk kalender      | 4634 – 4635             |
| Hindukalendere       |                         |
| - Vikram Samvat      | 929 – 930               |
| - Shaka Samvat       | 796 – 797               |
| - Kali Yuga          | 3975 – 3976             |
| Iransk kalender      | 252 – 253               |
| Islamisk kalender    | 260 – 261               |

Se også 874 (tal)

## Begivenheder
- Ingólfur Arnarson ankommer fra Norge, som den første permanente vikingebosætter på Island. Han bygger sin gård og grundlægger Reykjavik. Landnamstiden begynder.